# 阿爾布雷希特四世 (哈布斯堡)
阿爾布雷希特四世（德語：Albrecht IV.，約1188年—1239年12月13日），绰号智者阿尔布雷希特，身为哈布斯堡伯爵，魯道夫二世的長子。

## 生平
1217年，阿爾布雷希特與基堡伯爵乌尔里希三世之女海爾薇希（Heilwig von Kyburg）結婚，不久（1218年）诞下儿子鲁道夫（即日後的神聖羅馬皇帝魯道夫一世）。1226年3月，他出席了里米尼金玺诏书的签订仪式。
在父亲于1232年去世后，他与弟弟鲁道夫三世瓜分了家族财产，并保留了祖地哈布斯堡城堡。和父亲一样，他也是霍亨施陶芬家族的支持者，作为对该家族的皇帝腓特烈二世的支持，阿尔布雷希特与纳瓦拉国王特奥巴尔多一世一同参加了1239年的诸爵十字军，并在阿斯卡隆城堡（亚实基伦附近）防御期间感染瘟疫去世。

## 子嗣
阿尔布雷希特共有五名子女：
長子魯道夫一世，其後成为哈布斯堡王朝的第一位神聖羅馬皇帝
次子阿尔布雷希特五世
三子哈特曼
次女库尼贡德
另有一个名字不详的女儿。